# Xenobatrachus
Xenobatrachus és un gènere de granotes endèmic de Nova Guinea.

## Taxonomia
- Xenobatrachus anorbis
- Xenobatrachus arfakianus
- Xenobatrachus bidens
- Xenobatrachus fuscigula
- Xenobatrachus giganteus
- Xenobatrachus huon
- Xenobatrachus lanthanites
- Xenobatrachus macrops
- Xenobatrachus mehelyi
- Xenobatrachus multisica
- Xenobatrachus obesus
- Xenobatrachus ocellatus
- Xenobatrachus ophiodon
- Xenobatrachus rostratus
- Xenobatrachus scheepstrai
- Xenobatrachus schiefenhoeveli
- Xenobatrachus subcroceus
- Xenobatrachus tumulus
- Xenobatrachus zweifeli